# Ebensee (concentratiekamp)

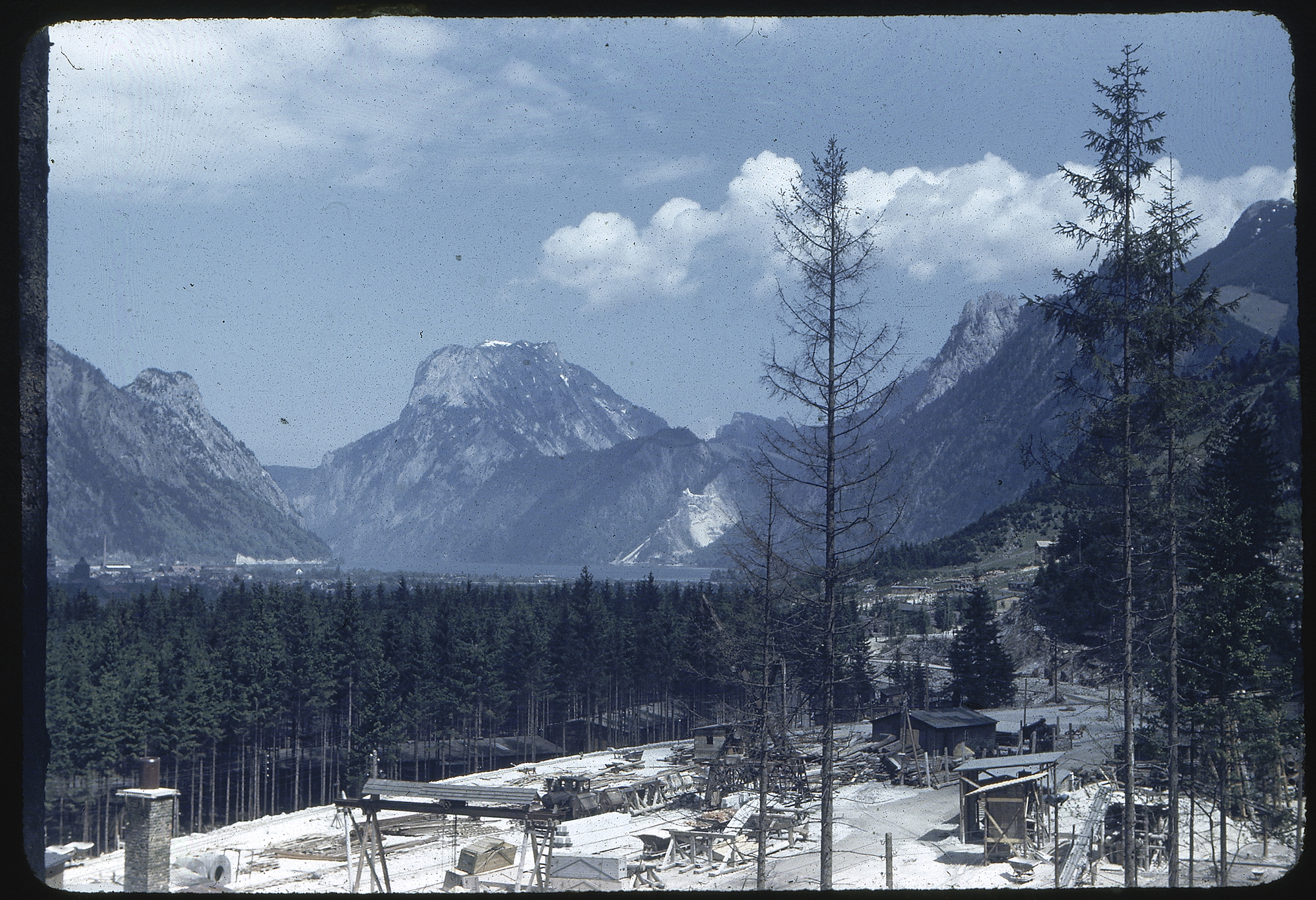
Concentratiekamp Ebensee

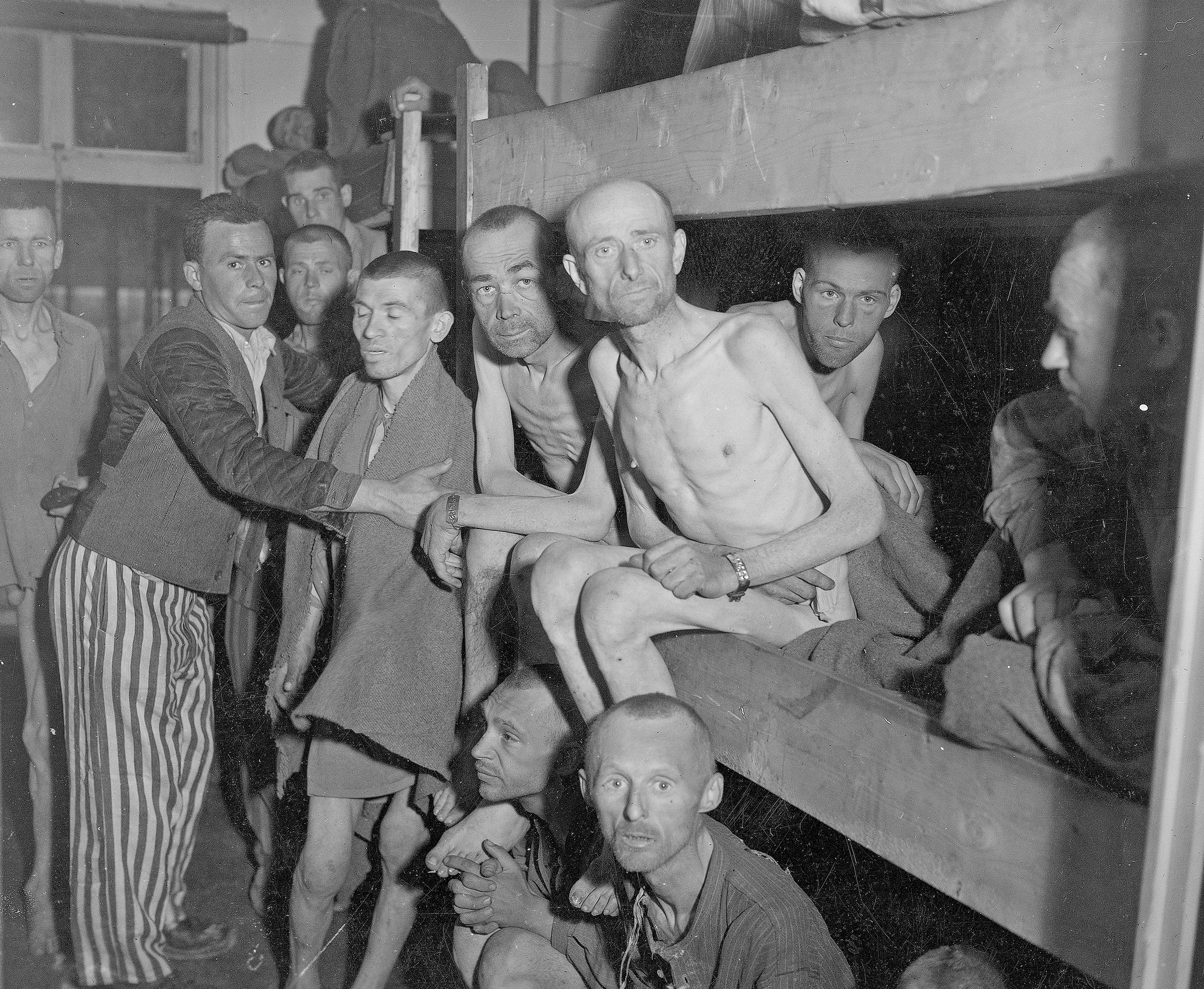
hongerende gevangenen

Concentratiekamp Ebensee was een nevenvestiging (Außenlager) van concentratiekamp Mauthausen. Het kamp stond in de gemeente Ebensee te Oostenrijk.
Het kamp werd gebouwd op bevel van Hitler, nadat in de nacht van 17 en 18 augustus 1943 de geallieerden de fabrieken voor de V-2 raketten hadden gebombardeerd. Hitler wilde dat de productie voortaan ondergronds zou verlopen en gaf zijn Reichsminister für Rüstung und Kriegsproduktion de opdracht hiervoor te zorgen.
Op 8 november 1943 werd begonnen met de bouw van tunnels, barakken voor de gevangenen en barakken die zouden dienen als werkplaats. Om de werkelijke activiteiten te verhullen werd gedaan alsof het ging om cement- en kalksteenfabrieken.
De gevangenen moesten onder zware omstandigheden werken. De fabriek reikte tot zo'n 250 meter in de berg. In de fabriek zouden tot aan de bevrijding raketten, motoren en smeerolie geproduceerd worden.
Toen er vlak in de buurt een station werd vernield moesten de kampgevangenen het station weer herbouwen. Hierop werden de gevangenen dagelijks in een colonne des doods naar het station getransporteerd (deels te voet en deels per veewagen).
De levensomstandigheden in Ebensee waren erg slecht. In de winter, wanneer er een dik pak sneeuw lag en de temperatuur onder het vriespunt lag, moesten de gevangenen blootsvoets hun werk voortzetten. Ze moesten 10 tot 12 uur werken op een dag, zeven dagen per week. De baas in het kamp was de SS-officier Otto Riemer, een sadist en alcoholist. Otto Riemer martelde en doodde gevangenen wanneer hij maar wilde.
Van november 1943 tot mei 1945 stierven er in Ebensee 8.745 gevangenen. Eind april 1945 leefden er in Ebensee 18.437 gevangenen. Op 5 mei 1945 gaf de commandant de opdracht alle gevangenen in de tunnels te drijven. De gevangenen verzetten zich echter, waardoor van dit idee werd afgezien.
Op 6 mei 1945 werd het kamp door de derde Amerikaanse pantserdivisie bevrijd. Er werd snel hulp geboden door zowel het leger als de plaatselijke kerk, zodat er nog mensen van de dood gered konden worden.
Het kamp bleef na de oorlog nog een tijdje bestaan vermits vele ex-gevangenen nog niet naar huis konden. Er traden echter spanningen tussen Joodse en Poolse gevangenen op, waardoor de Joodse ex-gevangenen naar een ander kamp werden verplaatst.
Alfabetisch op naam.  Indien een kamp meerdere rollen had, staat het in de "hoogste" groep.
Zie ook: Lijst van naziconcentratiekampen · Jappenkampen in Nederlands-Indië · Lijst van jappenkampen